# شهرستان کنتژن
شهرستان کنتژن (به لهستانی: Powiat Kętrzyn) یک شهرستان در لهستان است که در استان وارمی-ماسوری واقع شده‌است. شهرستان کنتژن ۱٬۲۱۲٫۹۷ کیلومتر مربع مساحت و ۶۶٬۱۶۵ نفر جمعیت دارد.